# اچ‌ام‌اس پورکیوپاین (جی۹۳)
اچ‌ام‌اس پورکیوپاین (جی۹۳) (به انگلیسی: HMS Porcupine (G93)) یک کشتی بود. این کشتی در سال ۱۹۴۱ ساخته شد.